# Spartacus

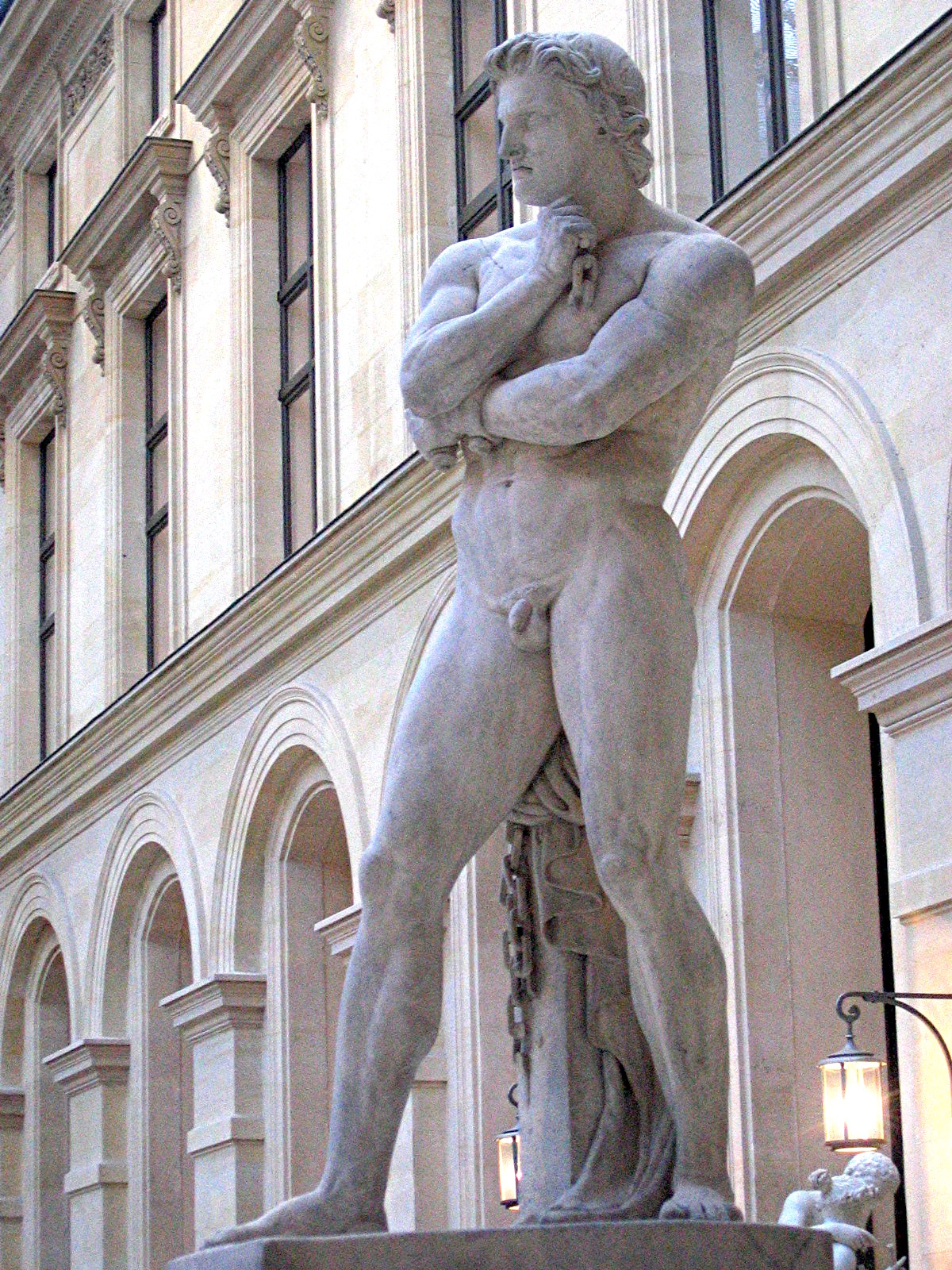
Allegorische Spartacus-Statue von Denis Foyatier aus dem Jahr 1830 vor dem Pariser Louvre

Spartacus, deutsch Spartakus, war ein römischer Sklave und Gladiator, der 71 v. Chr. in der Zweiten Schlacht am Silarus starb. Historische Bedeutung erlangte er als Anführer eines nach ihm benannten Sklavenaufstandes im Römischen Reich der Antike während der späten Römischen Republik, der diese zeitweise bedrohte.

## Leben

### Herkunft
Gemäß den Angaben späterer antiker Autoren stammte Spartacus aus Thrakien, was letztlich aber nur Vermutung bleibt. Nach dem Stand der althistorischen Forschung gibt es über sein frühes Leben kaum gesicherte Erkenntnisse, die bekannten Quellen dazu sind sehr vage: Appian beschreibt ihn zweihundert Jahre nach den Ereignissen als Thraker, der einst auf Seiten der Römer kämpfte, dann aber gefangen genommen und als Gladiator in Capua verkauft wurde. Der Biograph Plutarch schreibt, dass „dieser Thraker“ nicht nur über einen starken Körper, sondern auch über einen starken Geist verfügt habe, sehr gebildet und intelligent war, und vermutet daher eine Abstammung aus der Oberschicht. Allerdings kann mit „Thraker“ sowohl das Volk der Thraker als auch ein Gladiatorentyp gemeint sein.

## Der Aufstand
Spartacus floh nach einer spontanen Rebellion mit etwa 70 anderen Gladiatoren (die Zahlen variieren in den Quellen) im Jahr 73 v. Chr. aus der Gladiatorenschule des Gnaeus Cornelius Lentulus Batiatus in Capua und vermochte zahlreiche weitere Sklaven, vor allem aus den landwirtschaftlichen Großbetrieben, den Latifundien, um sich zu sammeln. Zudem erhielt er auch aus den Reihen der verarmten, landlosen Freien erheblichen Zulauf. Als Anführer der aufständischen Sklaven im dritten Sklavenkrieg (73–71 v. Chr., auch Gladiatorenkrieg oder Spartacus-Aufstand genannt) erzielte er mit seinem (befreiten) Sklavenheer zahlreiche militärische Erfolge gegen die römischen Legionen auf seinem Zug von Süd- nach Oberitalien, und das, obwohl sich mehrmals einzelne Abteilungen von seinem Heer abspalteten und daraufhin vernichtet wurden. Andere Sklavenführer des Aufstandes waren Crixus, Gannicus und Oenomaus.

### Frühe Erfolge
Nach dem Ausbruch aus der Gladiatorenschule plünderten die geflohenen Sklaven die Gegend um Capua und zogen sich auf den Vesuv zurück, von wo aus sie Raubzüge in die umliegenden Ortschaften und Städte durchführten. Sie besiegten Ende 73 v. Chr. auch zwei römische Heere, die allerdings nicht aus regulären Soldaten, sondern aus Miliztruppen bestanden.
Im Frühjahr 72 v. Chr. begann Spartacus mit seinen Truppen Richtung Gallia Cisalpina zu ziehen. Der römische Senat schickte ihm zwei prätorianische Armeen entgegen. Sie wurden von Spartacus geschlagen, dieser verlor dabei aber seinen Heerführer Crixus. Spartacus zog bis nach Mutina (heute Modena), wo er ein weiteres römisches Heer, ca. 10.000 Mann stark, vernichtend schlug.
Trotz seiner Erfolge erkannte Spartacus, dass er Rom nicht würde besiegen können. Daher wollte er seine Armee über die Alpen in ihre Herkunftsgebiete in Thrakien und Gallien zurückführen. Seine Männer waren aber voller Zuversicht und wollten nicht auf ihn hören. Daher zog die Armee 71 v. Chr. wieder in Richtung Süden.
Der Senat hatte inzwischen Crassus das Kommando über acht Legionen erteilt, mit dem Auftrag, die Rebellenarmee zu vernichten. Crassus schlug Spartacus in mehreren Schlachten und drängte ihn immer weiter in den Süden Italiens, bis die Rebellenarmee an der Straße von Messina stand. Spartacus bezahlte dort kilikische Piraten, die ihn und 2.000 seiner Männer nach Sizilien übersetzen sollten. Er wurde jedoch von den Piraten betrogen, die zwar sein Geld nahmen, aber dann die Rebellen im Stich ließen.

### Letzte Schlacht und Tod
Spartacus zog sich mit seinen Truppen nach Rhegium zurück und Crassus’ Truppen bauten mehrere Befestigungen, um die Rebellen auszuhungern.
Mittlerweile war Pompeius aus Spanien zurückgekehrt und wurde vom Senat in den Süden geschickt, um Crassus zu unterstützen. Auch Marcus Lucullus war vom Senat zu Hilfe gerufen worden und landete mit Truppen aus Makedonien in Brindisium. Beide Feldherren griffen jedoch nicht mehr in den Kampf mit Spartacus ein, da dieser von den nahenden Legionen gehört hatte und sich entschloss, Crassus’ Befestigungen zu durchbrechen und sich dessen Truppen zu stellen.
In der Zweiten Schlacht am Silarus wurde die Sklavenarmee komplett aufgerieben. Spartacus selbst fiel.
6.000 Rebellen wurden gefangen genommen und von Crassus entlang der Via Appia von Rom nach Capua  gekreuzigt.
Etwa 5.000 Rebellen gelang nach der Schlacht die Flucht, sie trafen auf dem Weg nach Norden jedoch auf die Legionen des Pompeius und wurden „restlos niedergemacht“. Laut Sueton hatten sich einige Überlebende der Truppen von Spartacus und Catilina in Thurioi angesiedelt, wo sie durch ein von Gaius Octavius angeführtes Heer geschlagen wurden.

## Seine Rolle in der römischen Geschichte
Karl Marx nannte Spartacus einen „wahren Vertreter des römischen Proletariats“. Auch in anderen Zusammenhängen taucht sein Name immer wieder als Symbolfigur gegen Unterdrückung und Knechtschaft auf. Diese für einen antiken Sklaven sehr umfassende Rezeptionsgeschichte erklärt sich aus den Besonderheiten, die den Aufstand des Spartacus von den zahlreichen anderen bewaffneten Sklavenaufständen seiner Zeit (mit manchmal ebenfalls tausenden Beteiligten) unterschied.
Hilfreich sind dafür einige spärliche Hinweise der antiken Autoren: So erwähnt Appian, dass unter Spartacus die Beute der Feldzüge an alle Angehörigen seines Heeres gleichmäßig verteilt wurde; für die damalige Zeit keineswegs selbstverständlich (in der Regel bekam der Feldherr den größten Teil). Auch verbot er seinen Mitkämpfern den Besitz von Gold und Silber. Daraus hat etwa der marxistische russische Althistoriker A. W. Mischulin abgeleitet, Spartacus habe so etwas wie einen „Kommunismus der Konsumtion“ angestrebt. Allerdings war sein Ziel nicht die Errichtung einer neuen Gesellschaftsordnung, sondern die Flucht in die Heimat. So soll er nach Appian zu seinen Leidensgenossen in der Gladiatorenschule (größtenteils Gallier und Thraker) gesagt haben: „Man soll das Leben nicht für Schauspiele einsetzen, sondern für die Freiheit.“ Dieses Vorhaben allein stellte aber die Gesellschaftsordnung Roms schon in Frage, denn ohne die Arbeit der Sklaven war sie nicht denkbar. Das erklärt auch das harte Vorgehen der Römer nach ihrem Sieg – obwohl Spartacus seinerseits das sinnlose Plündern und Morden in seinem Heer verboten hatte. Ebenso ordnete er an, dass alle Waren, etwa Metalle zur Waffenherstellung, von seinen Kämpfern auch bezahlt wurden; das sollte den Sklaven vermutlich den notwendigen Rückhalt in der ländlichen Bevölkerung sichern.
In der Forschung wird stets auf die hervorragende Organisation des Aufstandes hingewiesen. Darin unterscheidet er sich von vielen Vorläufern. Beispielsweise kümmerte sich Spartacus um die Beschaffung von Waffen und sonstigem Material; um den Nachschub zu gewährleisten, bestand er auf einem fairen Umgang mit der Bevölkerung. Plutarch erwähnt, dass die Frau des Spartacus eine Seherin war, die ihm eine große und zugleich düstere Zukunft prophezeite. Das verwundert nicht, denn an allen bedeutenden Sklavenkriegen der Antike waren Seher maßgeblich beteiligt.

## Antike Autoren über Spartacus
Die Quellenlage zu Spartacus selbst ist relativ spärlich, da viele Autoren ihn nur recht knapp in anderen Zusammenhängen erwähnen. Insgesamt haben aber mehr als 30 antike Schriftsteller über ihn geschrieben – für eine antike Persönlichkeit sicher eine beachtliche Zahl. Das illustriert die große Bedeutung, die ihm damals beigemessen wurde.
Von den wichtigsten Autoren ist Sallust einer der bedeutendsten römischen Historiker überhaupt, allerdings sind von ihm nur einzelne Fragmente zum Spartacus-Aufstand erhalten geblieben. Ebenso sind von Florus lediglich Bruchstücke tradiert (von zusammengefassten Liviustexten, die im Original auch nicht mehr vorhanden sind). Plutarch hat in einer seiner Doppelbiographien (über Crassus) von Spartacus berichtet. Appian schrieb über ihn in seiner Römischen Geschichte (1. Buch über die Bürgerkriege).

## Die moderne Forschung
Zu Spartacus existiert eine durchaus beachtliche Anzahl an historischen Publikationen. Besonders intensiv hat sich die marxistische Geschichtswissenschaft der Sowjetunion und später der DDR mit ihm beschäftigt. Spartacus diente als Paradebeispiel des Klassenkämpfers in der Antike. Allerdings wurde ihm eine systemüberwindende Zielsetzung meist abgesprochen (da die objektiven Gegebenheiten, d. h. die Entwicklung der Produktivkräfte, das verhinderten). Eine Ausnahme bildet A. W. Mischulin.
Im Westen fand Spartacus vor allem im Rahmen des von Joseph Vogt initiierten sogenannten „Mainzer Sklavereiprojekts“ Beachtung. Es gibt aber auch Beiträge aus anderen Ländern, etwa Großbritannien, Frankreich und Italien (Brisson, Guarino, Mitchell u. a.).

## Rezeption in der Neuzeit
Die Gestalt des Spartacus war im 18. und 19. Jahrhundert unter anderem Gegenstand von Dramenentwürfen Lessings und Grillparzers, und Karl Marx stellte am 27. Februar 1861 in einem Brief an Friedrich Engels fest, Spartacus sei „der famoseste Kerl, den die ganze antike Geschichte aufzuweisen hat“, während Pompeius ein „reiner Scheißkerl“ gewesen sei.
Diese positive Sicht sollte sich in der kommunistischen Bewegung durchsetzen, und so wurde „Spartacus“ in seiner russischen Form Spartak (russisch Спартак) der Namensgeber von sportlichen Großveranstaltungen (Spartakiaden) und Namenspate zahlreicher Sportvereine kommunistisch regierter Länder. Sein Leben inspirierte zahlreiche Autoren (s. u.): Schon 1933 verfasste der schottische Sozialist und Mitgründer des Aberdeener Sowjets von 1917, James Leslie Mitchell, einen Roman unter dem Titel Spartacus, der jedoch lange im Schatten des fast zwei Jahrzehnte später erschienenen gleichnamigen Romans von Howard Fast aus dem Jahre 1952 blieb, eines Werks, in dem Fast die Figur des Spartacus als Protokommunisten porträtiert, der gegen das wohlhabende römische Establishment kämpft, indem er dessen Sklaven befreit.
1960 unter dem Titel Spartacus von Stanley Kubrick mit Kirk Douglas in der Titelrolle verfilmt, diente dieser Roman 2004 noch einmal als Vorlage einer weiteren Verfilmung, nun als gleichnamiger Fernsehfilm unter der Regie von Robert Dornhelm und mit Goran Višnjić als Spartacus.

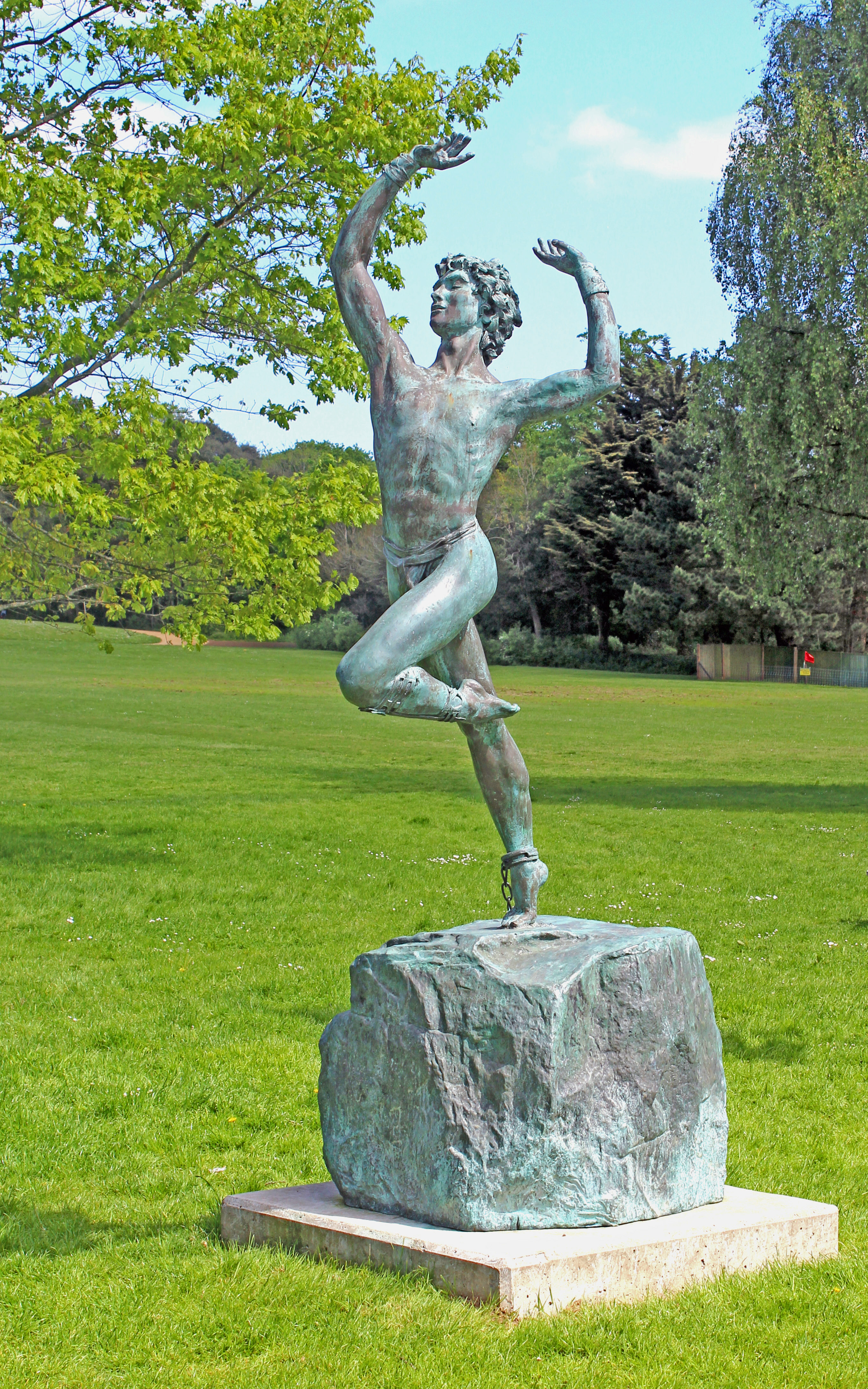
Statue in Chichester, England, eines Tänzers, der Spartacus darstellt

Howard Fasts Roman wie auch dessen Verfilmungen konnten die Gestalt des Spartacus dabei allerdings nur sehr frei und spekulativ interpretieren, da über die Randdaten hinaus nur wenige historische Fakten über den Freiheitskämpfer als gesichert gelten. Mit Blick auf die gegenwärtige Gesellschaft dienten sie daher vor allem einer romantisch gefärbten Verherrlichung des Spartacus. Historisch falsch schließlich ist die in Kubricks Film gezeigte Kreuzigung von Spartacus selbst; tatsächlich fiel er in der Schlacht, und sehr unwahrscheinlich ist auch die Begegnung mit seinem späteren Widersacher Crassus.
Ebenfalls noch in den 1930er Jahren entstand schließlich mit Arthur Koestlers 1939 veröffentlichtem Roman Die Gladiatoren eine weitere Sicht auf die Figur des Spartacus, in diesem Fall allerdings als Parabel einer revolutionären Gesellschaft, die sich in ihrem Kampf gegen ihre Unterdrücker irrtümlich, aber verständlicherweise, dazu gezwungen sieht, sich selbst als Tyrannei zu organisieren – eine Sicht, in der Koestler seine eigenen Erfahrungen mit der stalinistischen Sowjetunion sowie seine Erlebnisse im spanischen Bürgerkrieg verarbeitete.
Doch auch Musiker wurden von Spartacus inspiriert: Aram Chatschaturjan schrieb 1954 das Ballett Spartakus (Szenen aus dem römischen Leben), und auch das 1992 veröffentlichte Konzeptalbum Jeff Wayne’s Musical Version of Spartacus von Jeff Wayne erzählt, wie schon 1975 das Album Spartacus der deutschen Progressive-Rock-Band Triumvirat die Geschichte des Spartacus, wenn auch mit nur mäßigem Erfolg.
Den Namen „Spartacus“ trägt schließlich auch der 1977 entdeckte Asteroid des inneren Hauptgürtels (2579) Spartacus.

### Spartacus als politische Symbolfigur im Deutschland des 20. Jahrhunderts
Während des Ersten Weltkriegs wurde im Deutschen Reich von marxistischen Kriegsgegnern in der SPD unter deren Protagonisten Rosa Luxemburg und Karl Liebknecht die Spartakusgruppe gebildet, aus der im November 1918 der Spartakusbund hervorging. Dieser berief sich in seinem Namen auf den Sklavenanführer als Symbolfigur für die Erhebung der Unterdrückten gegen ihre Ausbeuter. Aus dem Spartakusbund ging am 1. Januar 1919 während der revolutionären Umbrüche in Deutschland zusammen mit anderen linksrevolutionären Gruppierungen die Kommunistische Partei Deutschlands (KPD) hervor.
Der Januaraufstand vom 5. bis 12. Januar 1919, ein von revolutionären Gewerkschaftern und revolutionären Obleuten ausgelöster Generalstreik mit bewaffneten Kämpfen gegen konterrevolutionäre Tendenzen der amtierenden Regierung im weiteren Verlauf der Novemberrevolution in Berlin wird manchmal (in Anlehnung an den antiken Sklavenaufstand) ebenfalls als Spartakusaufstand bezeichnet, obwohl der Spartakusbund bzw. die neu gegründete KPD daran zwar beteiligt war, jedoch keine auslösende oder führende Rolle innehatte.
In den 1970er und 1980er Jahren war der Marxistische Studentenbund Spartakus (MSB Spartakus) eine der DKP nahestehende linkssozialistische Studentenorganisation, die sich in der Tradition des Spartakusbunds sah und sich ebenfalls in ihrem Namen auf den antiken Rebellen berief. Der MSB Spartakus war in vielen Allgemeinen Studentenausschüssen (AStA) deutscher Universitäten vertreten.

### Filme
- Spartacus (1913), Verfilmung von Giovanni Enrico Vidali aus dem Jahr 1913
- Spartacus (1960), Verfilmung von Howard Fasts Roman durch Stanley Kubrick
- Spartacus (2004), Verfilmung von Howard Fasts Roman durch Robert Dornhelm
- Spartacus (Fernsehserie), Fernsehserie aus dem Jahr 2010

### Belletristik (Auswahl)
- Wassili Jan: Spartak. (Originaltitel: Спартак), Sowjetunion 1933.
- Howard Fast: Spartacus. New York 1951, dt.: Spartacus. Dietz, Berlin/Ost 1953, ISBN 3-293-20326-4.
- Herbert Friedrich: Sohn des Apollon. Berlin/Ost 1983, ISBN 3-358-00145-8.
- Lewis Grassic Gibbon: Spartakus. Laika, Hamburg 2017, ISBN 978-3-944233-84-0.
- Raffaello Giovagnoli: Spartacus, Feldherr der Sklaven. Italien 1874, dt.: Berlin/Ost 1951.
- Arthur Koestler: Die Gladiatoren. Bern und Stuttgart 1960, ISBN 3-203-50730-7 (Originalausgabe: The gladiators. New York 1939).
- Hans Land: Der Fechter von Capua. Berlin-Schöneberg 1927.
- Wolfgang Schumann: Der Stern aus der Tiefe. Ein Spartacus-Roman. Saale 1959.
- Hans Dieter Stöver: Spartacus, Sklave und Rebell. Düsseldorf 1977, ISBN 3-547-78797-1.